# Petrus Hispanus
Petrus Hispanus ist ein bedeutender Logiker des 13. Jahrhunderts. Er verfasste um 1240 zwölf Traktate, die später unter dem Titel Summulae logicales tradiert wurden. Sie stellen die populärste mittelalterliche Einführung in die Logik dar mit einer langen Wirkungsgeschichte.

## Autorschaft
Traditionell wird der Logiker Petrus Hispanus mit dem portugiesischen Mediziner Petrus Hispanus (1205–1277) identifiziert, der in seinem letzten Lebensjahr zum Papst Johannes XXI. ernannt wurde. Dies ist aber nicht gesichert. Als alternative Autoren der Summulae logicales werden auch verschiedene Dominikaner diskutiert. Eine griechische Vorlage von Michael Psellos gibt es nicht; ihm wurde eine spätere Rückübersetzung der Traktate von Petrus Hispanus ins Griechische unterschoben. Die Syllogistik nach Petrus Hispanus deckt sich weitgehend mit derjenigen von William of Sherwood; die Datierung ihrer Schriften wird unterschiedlich eingeschätzt, so dass die Priorität nicht eindeutig ermittelt werden kann. Die einprägsame Darstellung der aristotelischen Logik für den scholastischen Unterricht erreichte aber über Petrus Hispanus erst Popularität. Schon in Dantes Göttlicher Komödie wurde er unter den Weisheitslehrern im Sonnenhimmel des Paradiso gerühmt als Pietro Ispano lo qual già luce in dodici libelli (Petrus Hispanus, dessen Licht schon in den zwölf Büchlein leuchtet). Seine Summulae logicales wurde immer wieder aufgelegt und kommentiert und waren bis ins 17. Jahrhundert an Universitäten verbreitet. Die darin enthaltene Codierung der aristotelischen Syllogistik wird noch heute gebraucht.

## Mnemotechnische Syllogistik
Petrus Hispanus referierte im vierten Traktat die assertorische Syllogistik des Aristoteles und ergänzte eine Mnemotechnik. Er übersetzte die aristotelischen Sätze in eine verständliche Sprache und kürzte sie symbolisch ab. Die Übersetzung tastet den logischen Gehalt der originalen Syllogistik nicht an. Daher besteht der logische Fortschritt nur in der Codierung, die einem Kalkül nahekommt und einen mnemotechnischen Zweck hat. Letzterer konzentriert sich in einem Merkgedicht, das 19 aristotelische Syllogismen aufzählt und mit Namen benennt:
| Barbara Celarent Darii Ferio Baralipton Celantes Dabitis Fapesmo Frisesomorum Cesare Cambestres Festino Barocho Darapti Felapto Disamis Datisi Bocardo Ferison |

### Codierung der Aussagen
Petrus Hispanus zog den Originalaussagen aus der Analytik die älteren verständlicheren kategorischen Aussagen mit vertauschten Termen vor und kürzte sie durch Vokalcodes ab, so dass sie leicht in Formeln übersetzt werden können:
| Code | Namen                 | kategorische Aussagen | kategorische Aussagen  | Formeln | Aussagen der Analytik          |
| ---- | --------------------- | --------------------- | ---------------------- | ------- | ------------------------------ |
| a    | universell affirmativ | omnis A est B         | Jedes A ist ein B      | AaB     | B kommt jedem A zu             |
| e    | universell negativ    | nullus A est B        | Kein A ist ein B       | AeB     | B kommt keinem A zu            |
| i    | partikulär affirmativ | quidam A est B        | Irgendein A ist ein B  | AiB     | B kommt irgendeinem A zu       |
| o    | partikulär negativ    | quidam A non est B    | Irgendein A ist kein B | AoB     | B kommt irgendeinem A nicht zu |

### Codierung der Syllogismen
Die aristotelischen Syllogismen werden hier schematisch notiert: Prämisse 1, Prämisse 2 → Konklusion. Petrus Hispanus nannte die erste Prämisse major und die zweite minor und schrieb sie vertikal übereinander. Aristoteles teilte die Syllogismen in drei Figuren ein, die sich in der Stellung des Oberterms A in Prämisse 1, des Mittelterms B in beiden Prämissen und des Unterterms C in Prämisse 2 unterscheiden. Syllogismen mit konvertierter Konklusion reichte Aristoteles nach, zählte sie aber nicht zur ersten Figur, wie es Petrus Hispanus tat (Tabelle Figur 1a). Da dieser auch die Terme vertauschte, sehen seine Figuren anders aus als im Original: Dort wäre AaB die Originalaussage "A kommt jedem B zu" und der erste Syllogismus wäre das Transitivgesetz AaB, BaC → AaC; diese Urform verschwindet in der Darstellung mit vertauschten Termen. Alle Syllogismen sind also äußerlich umgeschrieben. Die ersten drei Vokale ihrer Merknamen nennen jeweils die vorkommenden Aussageformen der Reihe nach (in der Tabelle fettgedruckt).
| Figur                   | Syllogismus    | Merkname     | Beispiel des Petrus Hispanus                                                                            |
| ----------------------- | -------------- | ------------ | --- |
| Figur 1 BxA, CyB → CzA  | BaA, CaB → CaA | Barbara      | Jedes Lebewesen ist ein Wesen Jeder Mensch ist ein Lebewesen Also: Jeder Mensch ist ein Wesen           |
| Figur 1 BxA, CyB → CzA  | BeA, CaB → CeA | Celarent     | Kein Lebewesen ist ein Stein Jeder Mensch ist ein Lebewesen Also: Kein Mensch ist ein Stein             |
| Figur 1 BxA, CyB → CzA  | BaA, CiB → CiA | Darii        | Jedes Lebewesen ist ein Wesen Irgendein Mensch ist ein Lebewesen Also: Irgendein Mensch ist ein Wesen   |
| Figur 1 BxA, CyB → CzA  | BeA, CiB → CoA | Ferio        | Kein Lebewesen ist ein Stein Irgendein Mensch ist ein Lebewesen Also: Irgendein Mensch ist kein Stein   |
| Figur 1a BxA, CyB → AzC | BaA, CaB → AiC | Baralipton   | Jedes Lebewesen ist ein Wesen Jeder Mensch ist ein Lebewesen Also: Irgendein Wesen ist ein Mensch       |
| Figur 1a BxA, CyB → AzC | BeA, CaB → AeC | Celantes     | Kein Lebewesen ist ein Stein Jeder Mensch ist ein Lebewesen Also: Kein Stein ist ein Mensch             |
| Figur 1a BxA, CyB → AzC | BaA, CiB → AiC | Dabitis      | Jedes Lebewesen ist ein Wesen Irgendein Mensch ist ein Lebewesen Also: Irgendein Wesen ist ein Mensch   |
| Figur 1a BxA, CyB → AzC | BaA, CeB → AoC | Fapesmo      | Jedes Lebewesen ist ein Wesen Kein Stein ist ein Lebewesen Also: Irgendein Wesen ist kein Stein         |
| Figur 1a BxA, CyB → AzC | BiA, CeB → AoC | Frisesomorum | Irgendein Lebewesen ist ein Wesen Kein Stein ist ein Lebewesen Also: Irgendein Wesen ist kein Stein     |
| Figur 2 AxB, CyB → CzA  | AeB, CaB → CeA | Cesare       | Kein Stein ist ein Lebewesen Jeder Mensch ist ein Lebewesen Also: Kein Mensch ist ein Stein             |
| Figur 2 AxB, CyB → CzA  | AaB, CeB → CeA | Cambestres   | Jeder Mensch ist ein Lebewesen Kein Stein ist ein Lebewesen Also: Kein Stein ist ein Mensch             |
| Figur 2 AxB, CyB → CzA  | AeB, CiB → CoA | Festino      | Kein Stein ist ein Lebewesen Irgendein Mensch ist ein Lebewesen Also: Irgendein Mensch ist kein Stein   |
| Figur 2 AxB, CyB → CzA  | AaB, CoB → CoA | Barocho      | Jeder Mensch ist ein Lebewesen Irgendein Stein ist kein Lebewesen Also: Irgendein Stein ist kein Mensch |
| Figur 3 BxA, ByC → CzA  | BaA, BaC → CiA | Darapti      | Jeder Mensch ist ein Wesen Jeder Mensch ist ein Lebewesen Also: Irgendein Lebewesen ist ein Wesen       |
| Figur 3 BxA, ByC → CzA  | BeA, BaC → CoA | Felapto      | Kein Mensch ist ein Stein Jeder Mensch ist ein Lebewesen Also: Irgendein Lebewesen ist kein Stein.      |
| Figur 3 BxA, ByC → CzA  | BiA, BaC → CiA | Disamis      | Irgendein Mensch ist ein Wesen Jeder Mensch ist ein Lebewesen Also: Irgendein Lebewesen ist ein Wesen   |
| Figur 3 BxA, ByC → CzA  | BaA, BiC → CiA | Datisi       | Jeder Mensch ist ein Wesen Irgendein Mensch ist ein Lebewesen Also: Irgendein Lebewesen ist ein Wesen   |
| Figur 3 BxA, ByC → CzA  | BoA, BaC → CoA | Bocardo      | Irgendein Mensch ist kein Stein Jeder Mensch ist ein Lebewesen Also: Irgendein Lebewesen ist kein Stein |
| Figur 3 BxA, ByC → CzA  | BeA, BiC → CoA | Ferison      | Kein Mensch ist ein Stein Irgendein Mensch ist ein Lebewesen Also: Irgendein Lebewesen ist kein Stein   |

### Codierung der Argumente
Die Argumente, die Aristoteles in seinen Beweisen einsetzte, kürzte Petrus Hispanus mit Konsonanten ab, und zwar jeweils mit einer Initiale eines typischen Worts im Argumentnamen. Auf diese Weise codierte er das aristotelische Axiomensystem der Syllogistik vollständig entsprechend folgender Tabelle:
| Code | Argumentname                                | aristotelische Regel formalisiert       | aristotelische Regel formalisiert          |
| ---- | ------------------------------------------- | --------------------------------------- | ------------------------------------------ |
| B    | Barbara                                     | BaA, CaB → CaA                          | vollkommene Syllogismen (Axiome)           |
| C    | Celarent                                    | BeA, CaB → CeA                          | vollkommene Syllogismen (Axiome)           |
| D    | Darii                                       | BaA, CiB → CiA                          | vollkommene Syllogismen (Axiome)           |
| F    | Ferio                                       | BeA, CiB → CoA                          | vollkommene Syllogismen (Axiome)           |
| s    | conversio simplex                           | AeB → BeA AiB → BiA                     | Konversionen                               |
| p    | conversio per accidens                      | AaB → BiA                               | Konversionen                               |
| m    | transpositio in premissis de majori minorem | A, B → B, A                             | Prämissentausch                            |
| c    | per impossibile ex opposito conclusionis    | A, ¬C → Widerspruch äquivalent zu A → C | indirekter Beweis per Negation von o und i |
| c    | equipollet suo contradictorio               | ¬(AoB) = AaB ¬(AiB) = AeB               | indirekter Beweis per Negation von o und i |

### Codierung der Beweise
Die Merknamen codieren die Syllogismen samt Beweis. Petrus Hispanus achtete darauf, dass in Merknamen nur die Code-Konsonanten vorkommen, bei denen die zugehörige Regel auch anzuwenden ist; daher haben vollkommene Syllogismen als Axiome keine anderen Code-Konsonanten als ihre Initiale. Folgende Tabelle hebt die Code-Konsonanten fettgedruckt hervor und überträgt die Codierung in die aristotelischen Beweise, die so übersichtlich und präzise nachvollziehbar werden:
| Syllogismus    | Beweiscode   | Beweis                                                                                                   |
| -------------- | ------------ | --- |
| BaA, CaB → CaA | Barbara      | Axiom, nicht zu beweisen                                                                                 |
| BeA, CaB → CeA | Celarent     | Axiom, nicht zu beweisen                                                                                 |
| BaA, CiB → CiA | Darii        | Axiom, nicht zu beweisen                                                                                 |
| BeA, CiB → CoA | Ferio        | Axiom, nicht zu beweisen                                                                                 |
| BaA, CaB → AiC | Baralipton   | BaA, CaB Barbara CaA conversio per accidens AiC                                                          |
| BeA, CaB → AeC | Celantes     | BeA, CaB Celarent CeA conversio simplex AeC                                                              |
| BaA, CiB → AiC | Dabitis      | BaA, CiB Darii CiA conversio simplex AiC                                                                 |
| BaA, CeB → AoC | Fapesmo      | BaA, CeB conversio per accidens AiB, CeB conversio simplex AiB, BeC de majori minorem BeC, AiB Ferio AoC |
| BiA, CeB → AoC | Frisesomorum | BiA, CeB conversio simplex AiB, CeB conversio simplex AiB, BeC de majori minorem BeC, AiB Ferio AoC      |
| AeB, CaB → CeA | Cesare       | AeB, CaB conversio simplex BeA, CaB Celarent CeA                                                         |
| AaB, CeB → CeA | Cambestres   | AaB, CeB de majori minorem CeB, AaB conversio simplex BeC, AaB Celarent AeC conversio simplex CeA        |
| AeB, CiB → CoA | Festino      | AeB, CiB conversio simplex BeA, CiB Ferio CoA                                                            |
| AaB, CoB → CoA | Baroco       | ex opposito conclusionis AaB, CaA, CoB Barbara CaB, CoB impossibilis (Widerspruch)                       |
| BaA, BaC → CiA | Darapti      | BaA, BaC conversio per accidens BaA, CiB Darii CiA                                                       |
| BeA, BaC → CoA | Felapto      | BeA, BaC conversio per accidens BeA, CiB Ferio CoA                                                       |
| BiA, BaC → CiA | Disamis      | BiA, BaC conversio simplex AiB, BaC de majori minorem BaC, AiB Darii AiC conversio simplex CiA           |
| BaA, BiC → CiA | Datisi       | BaA, BiC conversio simplex BaA, CiB Darii CiA                                                            |
| BoA, BaC → CoA | Bocardo      | ex opposito conclusionis BoA, CaA, BaC Barbara BoA, BaA impossibilis (Widerspruch)                       |
| BeA, BiC → CoA | Ferison      | BeA, BiC conversio simplex BeA, CiB Ferio CoA                                                            |

### Code-Varianten
Das Merkgedicht kursiert heute in verschiedenen Varianten. Der Kernbestand der Figuren 1–3 blieb unverändert bis auf orthographische Varianten: Camestres, Felapton, Baroco. Die eingeschobene Figur 1a wurde später durch die Figur 4 ersetzt, die nur die Prämissen der Syllogismen vertauscht und die Variablen umbenennt, um die sonstige Konklusionform CzA zu erreichen. Die Beweise laufen dann analog, erforderten aber neue Merknamen, die den Code m einfügen oder streichen; es sind verschiedene Kunstnamen seit dem 17. Jahrhundert gebräuchlich:
| Figur 4        | Syllogismus    | Merkname | Merkname englische Tradition |
| -------------- | -------------- | -------- | ---------------------------- |
| AxB, ByC → CzA | AaB, BaC → CiA | Bamalip  | Bramantip                    |
| AxB, ByC → CzA | AaB, BeC → CeA | Calemes  | Camenes                      |
| AxB, ByC → CzA | AiB, BaC → CiA | Dimatis  | Dimaris                      |
| AxB, ByC → CzA | AeB, BaC → CoA | Fesapo   | Fesapo                       |
| AxB, ByC → CzA | AeB, BiC → CoA | Fresison | Fresison                     |

Nachfolger des Aristoteles vervollständigten die Liste der 19 aristotelischen Syllogismen auf alle 24 möglichen Syllogismen. Sie ergänzten bei Aristoteles fehlende Subalternationen der Syllogismen Barbara, Celarent, Camestres, Cesare, Calemes, die seit dem 16. Jahrhundert mit modifizierten Namen bezeichnet werden, die aber den Beweis per Subalternation (ps oder cps) nicht codieren:
| Figur   | Syllogismus    | Merkname  | Beweis-Code    |
| ------- | -------------- | --------- | -------------- |
| Figur 1 | BaA, CaB → CiA | Barbari   | Barbara ps     |
| Figur 1 | BeA, CaB → CoA | Celaront  | Celarent cps   |
| Figur 2 | AeB, CaB → CoA | Cesaro    | Cesare cps     |
| Figur 2 | AaB, CeB → CoA | Camestros | Cambestres cps |
| Figur 4 | AaB, BeC → CoA | Calemos   | Calemes cps    |

### Reduzierte Syllogistik
Petrus Hispanus codierte nur einen kleinen Ausschnitt aus der Logik des Aristoteles. Die komplizierte und umstrittene modale Syllogistik klammerte er aus. Sein Code erfasst nur den überzeugenden Kern der assertorischen Syllogistik, aber auch aus ihr längst nicht alles. Zum Beispiel überging er alle Falsifikationen, mit denen Aristoteles an Beispielen demonstrierte, dass es mit anderen Prämissen keine Syllogismen gibt. Er codierte auch nicht die indirekten Beweise von Darii und Ferio der Figur 1, die Aristoteles später nachreichte, um sein Axiomensystem zu reduzieren, ebenso nicht dessen indirekten Beweis der zweiten Konversion.
| Reduktion des Axiomensystems | Reduktion des Axiomensystems | Reduktion des Axiomensystems                                               |
| ---------------------------- | ---------------------------- | -------------------------------------------------------------------------- |
| BaA, CiB → CiA               | Darii                        | ex opposito conclusionis BaA, CeA, CiB Cambestres CeB, CiB Widerspruch     |
| BeA, CiB → CoA               | Ferio                        | ex opposito conclusionis BeA, CaA, CiB Cesare CeB, CiB Widerspruch         |
| AiB → BiA                    | conversio simplex 2          | ex opposito conclusionis AiB, BeA conversio simplex 1 AiB, AeB Widerspruch |

Trotzdem erzielte Petrus Hispanus mit seiner codierten Syllogistik einen anhaltenden Erfolg. Der Ableitung seines Systems galt auch George Booles mathematische Logik mit Definitionen, die Leibniz schon 160 Jahre vorher angegeben, aber nicht publiziert hatte:
| Definitionen in der booleschen Algebra | Definitionen in der booleschen Algebra | Definitionen in der booleschen Algebra |
| -------------------------------------- | -------------------------------------- | -------------------------------------- |
| universelle Aussagen                   | XaY := X¬Y=0                           | XeY := XY=0                            |
| partikuläre Aussagen                   | XoY := X¬Y≠0                           | XiY := XY≠0                            |
| verknüpfte Aussagen                    | A, B := AB                             | A→C := A=AC                            |

Mit diesen Definitionen bewies Boole die codierten Regeln unter der Voraussetzung nichtleerer Terme. Nötig ist das aber nur bei der Konversion p und damit bewiesenen Syllogismen. Will man Leerterme nicht verbieten, so muss man in diesen Fällen nichtleere Terme voraussetzen:
| Theorem-Varianten in der booleschen Algebra | Theorem-Varianten in der booleschen Algebra | Theorem-Varianten in der booleschen Algebra | Theorem-Varianten in der booleschen Algebra |
| ------------------------------------------- | ------------------------------------------- | ------------------------------------------- | ------------------------------------------- |
| AaB, A≠0 → BiA                              | p conversio per accidens                    | BaA, CaB, C≠0 → CiA                         | Barbari                                     |
| BaA, CaB, C≠0 → AiC                         | Baralipton                                  | BeA, CaB, C≠0 → CoA                         | Celaront                                    |
| BaA, CeB, B≠0 → AoC                         | Fapesmo                                     | AeB, CaB, C≠0 → CoA                         | Cesaro                                      |
| BaA, BaC, B≠0 → CiA                         | Darapti                                     | AaB, CeB, C≠0 → CoA                         | Camestros                                   |
| BeA, BaC, B≠0 → CoA                         | Felapto                                     | AaB, BeC, C≠0 → CoA                         | Calemos                                     |

Mit leicht abgewandelten Definitionen XaY:=(X¬Y=0)(X≠0) und XoY:=¬(XaY) ergibt sich aber ganz genau die Syllogistik des Aristoteles. Petrus Hispanus übersetzte sie also schon in einen ziemlich perfekten konsistenten Kalkül; zudem bildete er seine Beispiele konsequent in einem wohldefinierten Modell: Man setzt in einer achtwertigen booleschen Algebra mit Gleichheit MENSCH und STEIN als minimale nichtleere Terme und außerdem LEBEWESEN=NICHT-STEIN und WESEN=1. Das ergibt das kleinste Modell, in dem diese Terme verschieden sind und die Aussagen der Syllogismus-Beispiele alle wahr sind. Man kann auch alle aristotelischen Falsifikationen in diesem Modell nachvollziehen.

## Porphyrianischer Baum
Petrus Hispanus prägte im Tractatus II, Kapitel 11 der Summulae logicales den Begriff des Porphyrianischen Baums als Name für den Baum, der das Klassifikationssystem des Porphyrios visualisierte.

## Werke
- Petrus Hispanus: Tractatus = Summulae logicales, ed. L. M. De Rijk, Assen, 1972.

Deutsche Übersetzung: Petrus Hispanus: Logische Abhandlungen. Aus dem Lateinischen von W. Degen und B. Bapst, München 2006, ISBN 3-88405-005-2.